# Myriam Karsch
Myriam Joy Karsch (* 29. September 1978 in München) ist die deutsche Co-Gründerin und Geschäftsführerin von Kouneli Media und Herausgeberin und Verlegerin beim deutschen Playboy und Sports Illustrated.

## Karriere
Myriam Karsch wuchs in ihrer Geburtsstadt München auf, wo sie auch Abitur machte. Von 1999 bis 2006 studierte sie Medien und Kommunikation an der Universität Augsburg. In dieser Zeit war sie als Werkstudentin bei ihrem späteren Arbeitgeber beschäftigt. Kurz nach dem Magister wurde sie Projekt-Managerin im Verlag Hubert Burda Media. Nach gut vier Jahren wechselte sie 2010 zu Axel Springer SE und arbeitete dort als Verlags-Referentin. Bei Playboy Deutschland war sie zuerst Objektleiterin und stieg nach drei Jahren im Jahr 2013 zur stellvertretenden Verlagsleiterin auf. 2017 leitete Myriam Karsch als Verlegerin den Playboy und Free Men’s World. Als sich der Burda-Verlag 2019 vom Playboy trennte, gründete sie mit Florian Boitin Kouneli Media, wo sie seit 2021 die Kouneli Sports leitet. Seit der Übernahme wurden jährlich mehr als 105.000 Exemplare verkauft, die Reichweite der Leserschaft wird auf insgesamt 730.000 Leser geschätzt. 2024 erhielt sie den Kress-Award als beste Medienmanager/in. Mit ihrer Arbeit versuche sie, Tabus zu brechen, zudem spricht sie sich für eine selbstbestimmte Sexualität der Frau aus. Laut einem Interview mit Florian Boitin ist der überwiegende Teil der Arbeitsgruppe des Playboy weiblich, die Playmates werden vornehmlich von Frauen gecastet. 2024 galt Playboy laut Readly als das meistgelesene Magazin.

## Privatleben
Myriam Karsch ist verheiratet und Mutter zweier Töchter.